# Otto Wawrziniok
Otto Wawrziniok (* 25. April 1873 in Breslau; † 26. Mai 1934 in Dresden) war ein deutscher Maschinenbau-Ingenieur und Hochschullehrer, der als Professor für Kraftfahrwesen an der Technischen Hochschule Dresden lehrte.
Nach dem Abitur in Breslau und dem Maschinenbaustudium an der Technischen Hochschule (Berlin-)Charlottenburg und der Technischen Hochschule Dresden war er dort von 1898 bis 1902 als wissenschaftlicher Assistent für Maschinenkonstruktion tätig. 1908 habilitierte er sich und arbeitete von 1902 bis 1918 an der Königlich Sächsischen Mechanisch-Technischen Versuchs-Anstalt. 1914 wurde er ao. Professor für Materialprüfung und Metallographie, 1918 ordentlicher Professor für Kraftfahrwesen und Direktor des Instituts für Kraftfahrwesen an der Technischen Hochschule Dresden. Von 1898 bis 1919 begleitete er die Errichtung und Entwicklung des Versuchs- und Materialprüfungsamts in Dresden. Im November 1933 unterzeichnete er das Bekenntnis der deutschen Professoren zu Adolf Hitler.
Wawrziniok starb durch Selbstmord, angeblich wegen Unterschlagungen, aber nach Victor Klemperers Tagebucheintrag vom 13. Juni 1934, weil seine Abstammung gerüchteweise nicht als rein „arisch“ belegt werden konnte. Seine Ehefrau Hildegard Wawrziniok war 1924 zur Ehrensenatorin der Technischen Hochschule Dresden ernannt worden, weil sie sich sozial für das Studentenwerk engagiert hatte.